# Alcina
Alcina (Alcyna) – opera seria w trzech aktach Georga Friedricha Händla, libretto anonimowe zaadaptowane z opery L’isola di Alcina Riccardo Broschiego (libretto Antonio Franzaglia) na podstawie VI i VII pieśni z Orlanda szalonego Ludovica Ariosta. (HWV 34, ChA 86 (27), HHA II/33, Premiera odbyła się w Londynie 16 kwietnia 1735 w Theatre Royal, Covent Garden.
Obsada: Soliści: 3 soprany (Alcina, Morgana, Oberto), mezzosporan (Ruggiero), alt (Bradamante), tenor (Oronte), bas (Melisso), chór. Instrumenty: flet piccolo, flet I, II, obój I, II, fagot, róg I, II, skrzypce obligato, skrzypce I, II, altówka, wiolonczela solo, continuo.

## Osoby, pierwsza obsada[3]
- Alcina – wiedźma, królowa swojej wyspy – Anna Strada del Pò, sopran
- Ruggiero – rycerz uwiedziony przez Alcinę przy pomocy czarów, ukochany Bradamante – Giovanni Carestini, kastrat mezzosopranowy
- Morgana – siostra Alciny, ukochana Oronte – Cecilia Young, sopran
- Bradamante – ukochana Ruggiera – Maria Caterina Negri, alt
- Oronte – wódz sił zbrojnych na wyspie Alciny, ukochany Morgany – John Beard, tenor
- Melisso – czarodziej, mentor Ruggiera i Bradamante – Gustavus Waltz, bas
- Oberto – chłopiec poszukujący ojca na wyspie Alciny – William Savage, sopran chłopięcy

Opera miała 18 przedstawień do lipca 1735.

## Treść

### Akt I
Wyspa Alciny. Przebrana za swojego brata Ricciarda, przybywa Bradamante wraz z opiekunem – czarodziejem Melisso. Ich misją jest uwolnienie ukochanego Bradamante – Ruggiera, którego Alcina przywiązała do siebie za pomocą czarów. Pierwszą spotkaną na wyspie osobą jest Morgana – siostra władczyni wyspy. Ta zakochuje się od pierwszego wejrzenia w przebranej dziewczynie, być może zaślepia ją to, że chce uwolnić się od natarczywego Oronte – wodza sił zbrojnych wyspy. Wszyscy udają się do pałacu czarownicy. Ta nie kryje przed nikim uczuć, jakimi darzy Ruggiera. Swojej zazdrości z kolei, nie kryje też Oronte. Bradamante ostrzega go jednak przed skutkami takiej zazdrości, przypomina także Ruggierowi, że przybywając na wyspę zostawił on czekającą na niego siostrę Ricciarda. Jest świadoma tego, co dzieje się na wyspie, zresztą... na poszukiwania przybyli tu nie tylko oni. Także młody Oberto próbuje tu odszukać swojego ojca – paladyna Astolfa. Oronte jednak nie ufa Bradamante, więcej – w akcie zemsty informuje Ruggiera, że także Alcina jest zakochana w przybyszu, nie pomaga tu już i to, że Bradamante odkrywa przed Ruggierem swą tożsamość. Alcina zaś, na znak wierności kochankowi, chce zmienić teraz przybyłego rycerza w dzikie zwierzę, przed czym Bradamante ostrzega Morgana. Fałszywy rycerz, aby się ratować musi wyznać Morganie miłość i to właśnie czyni.

### Akt II
Czarodziej Melisso także próbuje obudzić u Ruggiera choćby wspomnienia i przywrócić rycerskie cnoty, ukazuje mu się w stroju Atlanta – dawnego opiekuna Ruggiera. Odnosi to dobry skutek, ale widząc Bradamante, Ruggiero nie wie już czy to jawa, czy kolejna sztuczka Alciny. Czarownica nadal chce przybysza zmienić w bestię, ale Ruggierowi, ku radości Morgany, udaje się ochłodzić ten zapał. Ruggiero ponawia miłosne zaklęcia, problem w tym, do kogo je teraz kieruje (?), a czarownica nadal myśli o tym kogo i jak wykorzystać do swoich celów. Obiecuje Obertowi, że na pewno odnajdzie swojego ojca, w co chłopiec bezkrytycznie wierzy. Lojalny wobec królowej jest także Oronte. Donosi jej, że Ruggiero ma zamiar ją opuścić, czym wywołuje rozpacz Alciny. Uczucia Morgany natomiast są stałe, ale... wobec Ricciarda. Budzi to rozpacz Oronte. Morgana przejrzy jednak na oczy, gdy zobaczy prawdziwą Bradamante, teraz już wie, że została oszukana. Próbuje więc ostrzec siostrę, podczas gdy Ruggiero żegna się z wyspą. Czarownica nadal wierzy w swoją moc i próbuje przywołać duchy piekielne. Daremnie. Stają one jednak przed nią w momencie, gdy połamie różdżkę.

### Akt III
Skruszona Morgana prosi Oronte o przebaczenie, ma on jednak uzasadnione wątpliwości. Także Alcina chce odzyskać Ruggiera i odtrącona przysięga zemstę. Tymczasem Ruggiero szykuje się do boju po stronie sił dobra. U jego boku stanie także Bradamante, gdy ostatecznie złamie czary i uwolni ofiary Alciny. Czarownicy zostaje jeszcze tylko magiczna urna, która kryje jej całą potęgę. Aby nadal czynić zło podaje Obertowi sztylet, by chłopiec zabił nim groźnego lwa. Oberto jednak odmawia, ma wewnętrzne przekonanie, że zwierzę związane jest z tajemnicą jego ojca. Nawet łzy Alciny stają się bezsilne, na próżno razem z Morganą nadal bronią urny, Ruggiero rozbija ją na kawałki. Niewolnicy wiedźmy odzyskują wolność, dzikie bestie znów stają się ludźmi. Ruggiero i Bradamante triumfują, podczas gdy królestwo Alciny przestaje istnieć.

## Trudności wokalne
W operze występują dwie role, które były obsadzane głosami dziś praktycznie nie występującymi bądź też występującymi sporadycznie. Rola Ruggiero pierwotnie była obsadzana przez kastrata Giovanni Carestini, natomiast w postać Oberto wcielił się piętnastoletni chłopięcy sopran- William Savage (znany bardziej jako późniejszy kompozytor, organista, bas i falsecista). Dziś do rzadkości należą zarówno męskie soprany (w związku z odejściem od praktyk kastracji), jednocześnie w związku z szybszym dojrzewaniem płciowym chłopców rzadko zdarza się, by ci zdążyli przed mutacją osiągnąć biegłość koloraturową potrzebną dla tak trudnej roli. Do rzadkich współczesnych przykładów należy Alois Mühlbacher, który w wieku 16 lat śpiewając jeszcze niezmienionym głosem był obsadzany w tejże roli w profesjonalnych przedstawieniach.